# Даніель Бун
Деніель Бун (англ. Daniel Boone; 1734—1820) — американський дослідник, мандрівник, мисливець.

## Біографія
Народився 2 листопада 1734 року в Бердсборо, штат Пенсільванія, в родині квакерів. У 1775 році збудував так звану «Дику дорогу» до східних районів Вірджинії — сучасного Кентуккі, де він заснував поселення Бунсборо, одне з перших на захід від Аппалачів. До кінця  XVIII століття більше 200 тисяч європейських поселенців пройшли «Дикою дорогою» і оселилися в Кентуккі.
Ще за життя Бун став частиною американського фольклору, а опис його життя, опублікований у 1784 році, сприяв його популярності. У наступні десятиліття він став героєм численних легенд, які відхилялися від його реальної біографії та сильно перебільшували його подвиги.
Деніель Бун помер 26 вересня 1820 року в Дефіансі, територія Міссурі.